# Furcă

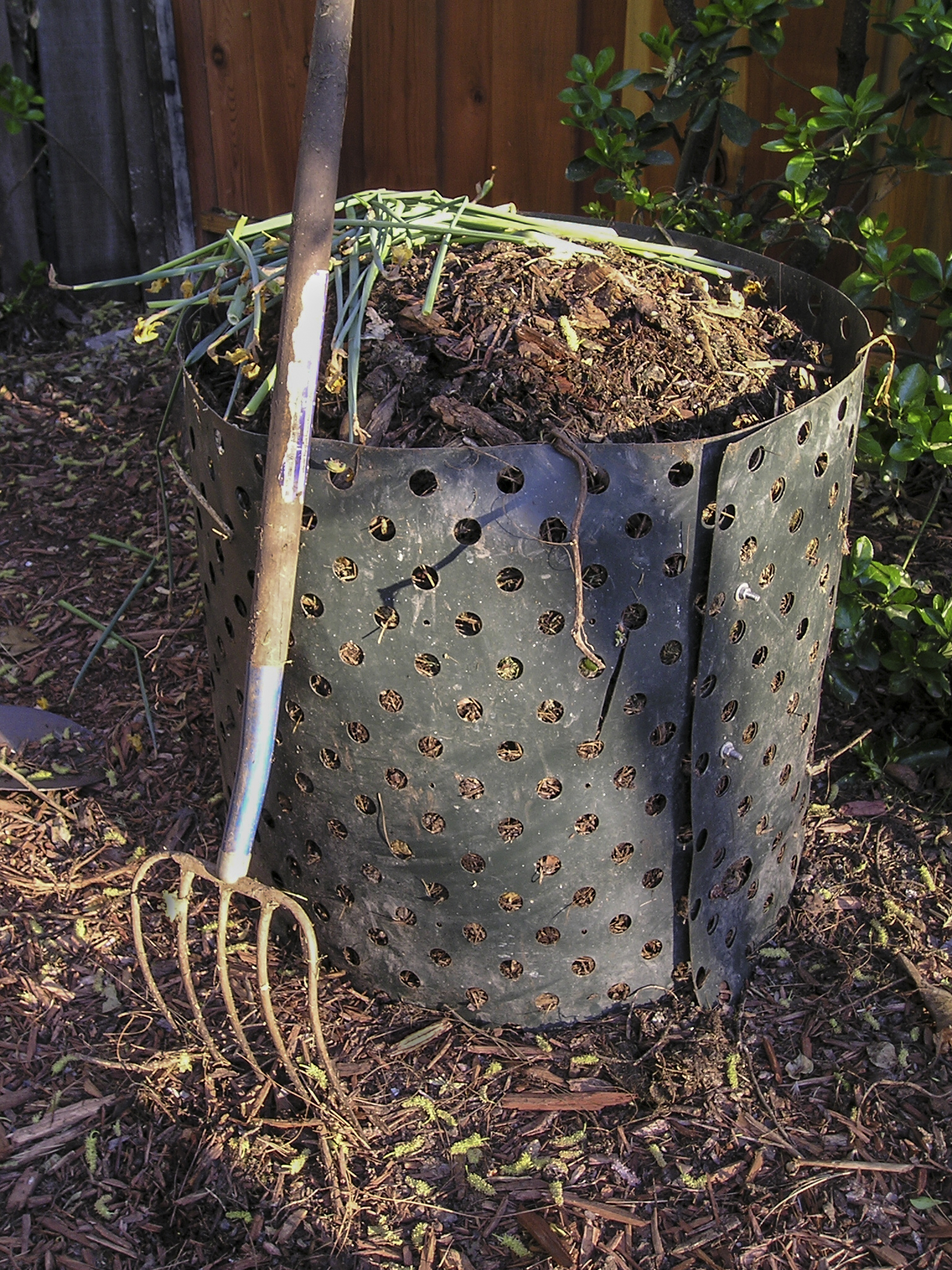
O furcă şi un container cu compost.

Furca este o unealtă agricolă cu mai mulți dinți curbați din lemn sau oțel fixați într-un mâner lung de lemn, folosită la diferite lucrări de cultivare a solului, de culegere a rădăcinoaselor și permutare a materialelor voluminoase, de exemplu bălegar sau compost de grădină, pentru a urca și arunca fân, paie, frunze sau gunoi. 

## Descriere
Furca de manevrat paie se numește și țăpoi. Furca mare, cu doi dinți, întrebuințată mai ales la încărcatul fânului și al snopilor se numește și furcoi.
De obicei, furcile au între doi și șase dinți. Lungimea dinților și spațiile între ei depind de scopul în care este folosită furca. Dintele de furcă se mai numește și țăpuș sau țepuș.
Cantitate de iarbă sau de plante cerealiere, care se taie printr-o singură tragere cu coasa sau care se poate lua o dată cu furca, se numește pală.
La Muzeul de Etnografie din Brașov este expusă o furcă pentru fân, confecționată integral din lemn de tei, tăiat și cioplit. Cei trei "dinți" au fiecare 50 cm, grosimea maximă a furcii fiind de 7 cm. Procedeul de "fabricație" este următorul: o bucată de lemn de tei a fost tăiată longitudinal la un capăt cu fierăstrăul în trei părți, pentru a se obține 3 "dinți" sau "coarne", care au fost despărțite prin două pene fixate printr-un cui de fier nituit la capăt. Cei trei dinți, care reprezintă partea activă a furcii, sunt ascuțiți și curbați iar coada este curbată în sens contrar, ceea ce îi conferă furcii calități ergonomice.

### Furca pentru săpat
Există și furci pentru săpat, de regulă cu 4 - 6 dinți solizi, folosite pentru afânarea solurilor tari și pietroase. Acest tip de furcă este folosit și pentru a introduce în pământ substanțe fertilizatoare. Se poate utilza și pentru detectarea pietrelor sau a rădăcinilor ascunse în pământ.

### Furca pentru pietriș
Furca pentru pietriș are 8 - 10 dinți, destul de apropiați, care au vârfurile îngroșate și nu ascuțite. Se folosește pe șantiere de construcții sau pentru lucrări de terasament la calea ferată.

### “Furca” medievală
În Evul Mediu, în Transilvania existau numeroase locuri care aveau în denumirea lor cuvântul „furcă“. Prin acesta se înțelegea tragerea în țeapă a condamnatului, care rămânea mai mult timp ca să fie văzut de toți trecătorii. Până în secolul al XVIII-lea toate satele, târgurile și orașele aveau amenajate locuri de execuție ce se aflau pe dealurile de lângă arterele de circulație, de obicei la intrările în localități.
Asemenea locuri au rămas în toponimia unor localități sub diferite denumiri: „Dealul Furcilor”, „Locul Furcii”, „Măgura Furcii”, „Poiana Furcii”, mai rar “Dealul Spânzurătorilor”. 

## Furca în folclor
Ghicitoare:
Am o capră cu trei coarne
Claia vrea să o răstoarne,
Alte ori ia paie-n gură
Și le-aruncă-n car sau șură!
(furca)

## Legături externe
Materiale media legate de Furcă la Wikimedia Commons
- Despre „Furcile” Transilvaniei